# Supercine
Supercine fue un canal de televisión por cable de Argentina dedicado al cine. Fue creado en 1988, siendo exclusivo de VCC, y desapareció de los cables en 1998.
- Datos: Q30903147